# Tadeo Escalante

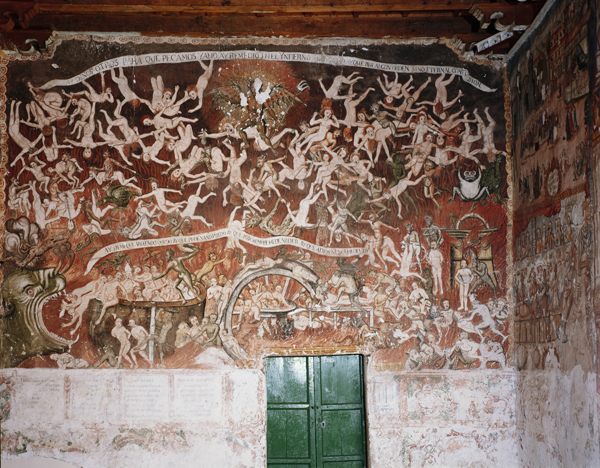
Mural "La muerte en la casa del rico y del pobre" (1802) en la Iglesia de San Juan en Huaro.

Tadeo Escalante (Acomayo, Perú XVIII- XIX) fue un pintor mestizo especialista en murales. Su producción la realiza en la zona de Cuzco, Perú entre 1802 y 1840.
Escalante ha dejado murales en la iglesia de Santa Catalina, en Cuzco; y especialmente en las paredes y cieloraso de la iglesia de San Juan Bautista en la localidad de Huaro, Perú. También pintó murales en la casa en la que habitó en Acomayo, allí decoró las paredes.  
Las obras de Escalante son un excelente ejemplo del barroco mestizo o barroco andino. Sus murales en la Iglesia de San Juan Bautista en Huaro (1804), presentan al infierno como parte de una representación del Juicio Final que incluye también frisos sobre la Gloria y el Purgatorio. Sus obras exhiben una libre interpretación del espacio y la perspectiva.
En la hacienda San Cristóbal pintó el mural Molino de la creación en donde representa a San Cristóbal y a sus lados a San Martín de Porres y a Santiago Matamoros. En el interior del recinto pintó una serie de murales sobre los catorce emperadores incas, el Árbol de la Muerte y el Molino de la Creación.  Para este último se inspira en un grabado del Arca de Noé de Theodor de Bry inserto en la Biblia Sacra Vulgate de 1609.